# Finances corporatives
Les Finances Corporatives (en anglès Corporate Finance) són una àrea de les finances que se centra en la forma en què les empreses poden crear valor i mantenir a través de l'ús eficient dels recursos financers.
El propòsit de les finances és maximitzar el valor per als accionistes o propietaris. Les finances estan fermament relacionades amb altres dues disciplines: l'Economia i la Comptabilitat.